# 펜탁스 K20D

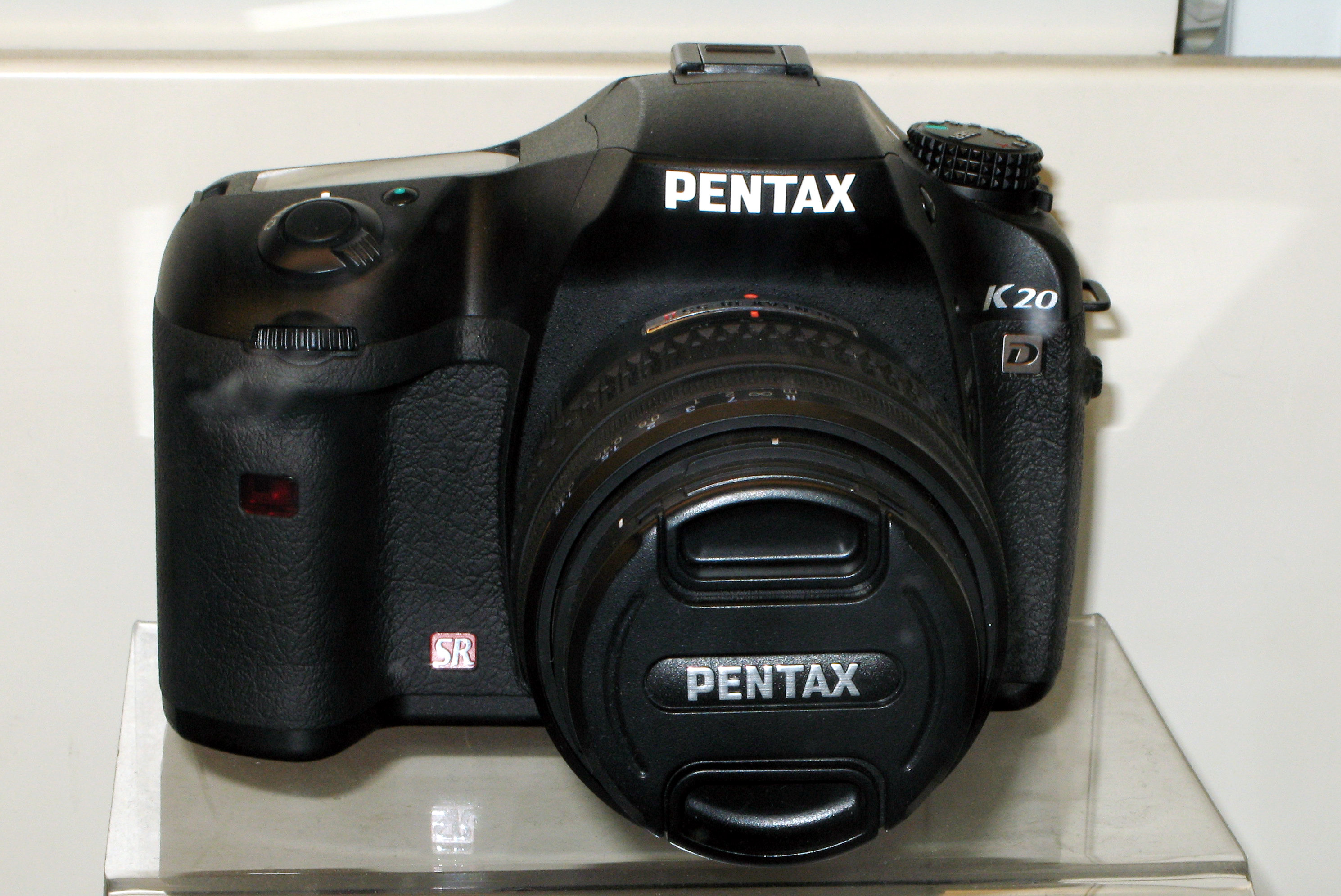
펜탁스 K20D

펜탁스 K20D(Pentax K20D)는 2008년 1월 24일에 발표된 1460만 유효 화소 디지털 SLR이다. 펜탁스 K20D과 삼성 GX-20은 디자인 외에는 거의 동일하며, 일본 펜탁스와 대한민국 삼성테크윈이 공동으로 개발했다. 펜탁스 KAF2 마운트를 가지며 펜탁스 K10D의 후속 모델이다.
펜탁스 K20D과 삼성 GX-20은 펜탁스와 삼성이 공동으로 개발하고 삼성에서 생산하는 CMOS 이미지 센서를 사용한다.

## 사진

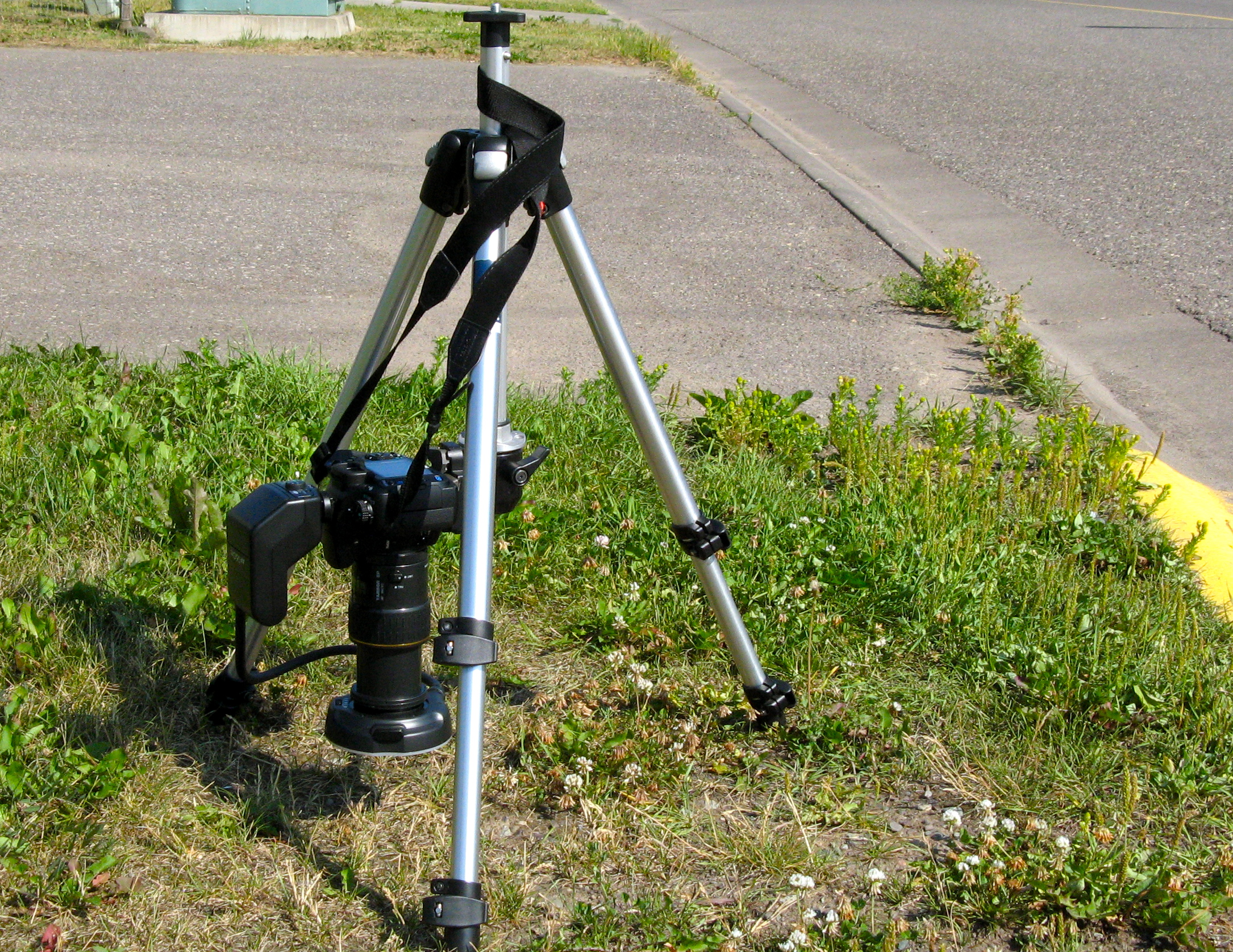
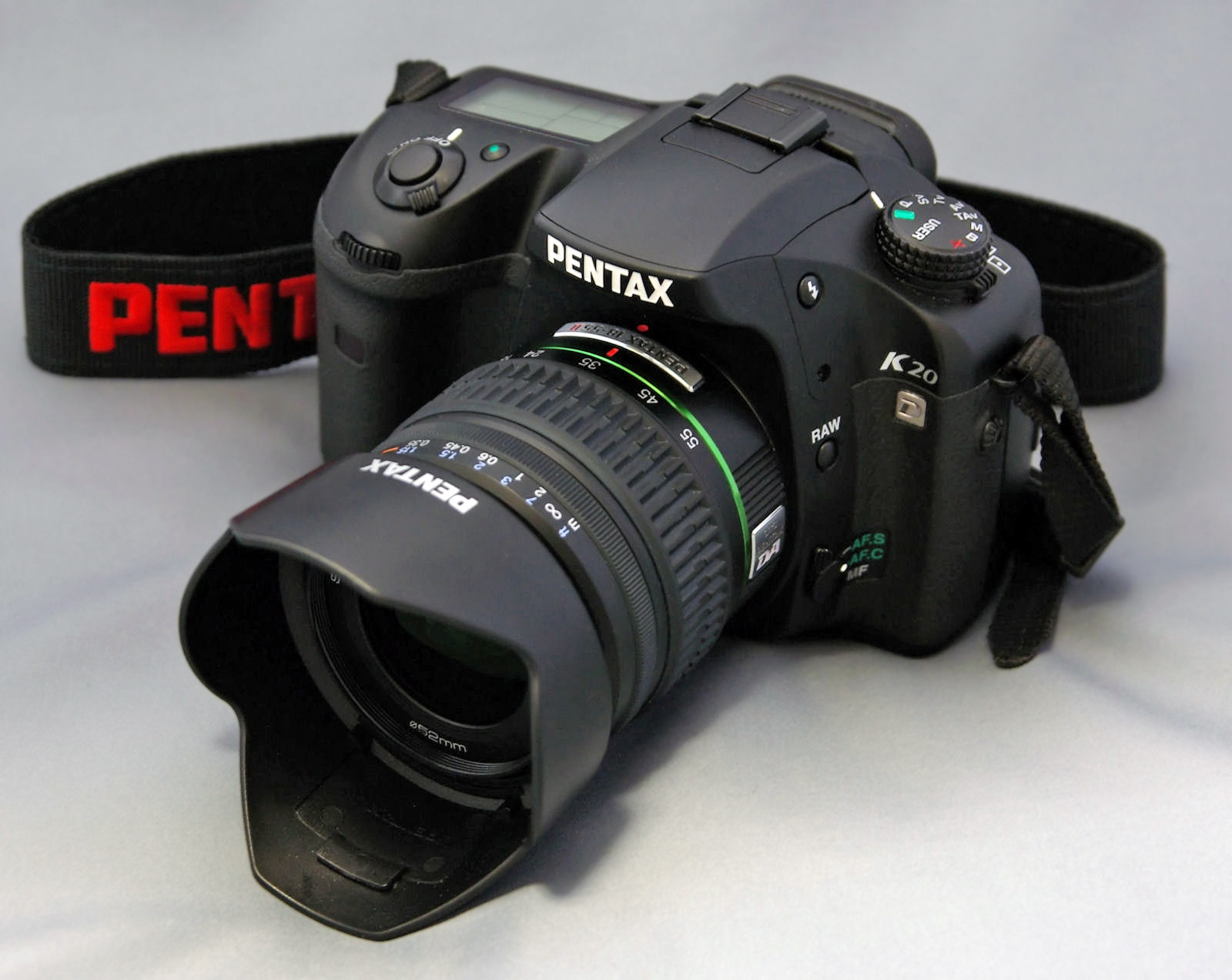